# Cour administrative d'appel de Lyon

Carte des ressorts des cours administratives d'appel, celui de Lyon est en turquoise.

La cour administrative d'appel de Lyon est la juridiction d'appel française des décisions rendues par les tribunaux administratifs de Clermont-Ferrand, Dijon, Grenoble et Lyon.

## Histoire
Elle est l'une des cinq premières cours administratives d'appel créées par la loi du 31 décembre 1987. Elle commence à fonctionner l'année suivante avec alors pour ressort le quart sud-est de la France et les tribunaux administratifs de Bastia, Clermont-Ferrand, Grenoble, Lyon, Marseille et Nice. Le 1er septembre 1997, avec la création de la cour administrative d'appel de Marseille, le ressort de celle de Lyon est modifié et correspond désormais à celui des tribunaux administratifs de Clermont-Ferrand, Dijon, Grenoble et Lyon, soit seize départements.

## Site
Installée d'abord au cœur du quartier des affaires de la Part-Dieu, dans la tour du Crédit lyonnais, la cour administrative d'appel de Lyon déménage le 1er décembre 1998 dans le palais des juridictions administratives, situé 184 rue Duguesclin. D'un style très caractéristique de l'architecture sur piloti du début des années 1970 à Lyon, ce bâtiment est dû aux architectes Cathelin, Lapernon et Bourdeix.

## Organisation
En 2024, la cour administrative d'appel compte 35 magistrats administratifs, siégeant au sein de 7 chambres, assistés par 47 autres agents (en particulier, greffiers et juristes). Son président est Gilles Hermitte, conseiller d'État, en poste depuis le 1er septembre 2020. Les chambres se répartissent les dossiers par domaines du droit, comme par exemple urbanisme, environnement, agriculture, Fonction publique et droit du travail, santé publique, fiscalité, marchés publics, étrangers (visas, droit d'asile,...)

### Présidents
| 1988-1990   | Michel Gentot           |
| 1991-1993   | Marie-Aimée Latournerie |
| 1993-1994   | Joseph Capion           |
| 1994-2000   | André Guihal            |
| 2000-2008   | Daniel Chabanol         |
| 2008-2016   | Jean-Marc Le Gars       |
| 2016-2020   | Régis Fraisse           |
| Depuis 2020 | Gilles Hermitte         |